# Jordan Fisher

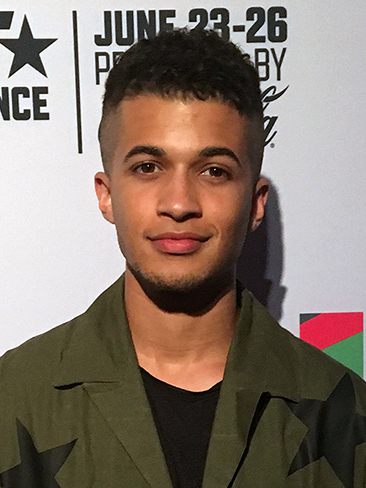
Jordan Fisher im Jahr 2016

Jordan William Fisher (geboren 24. April 1994 in Birmingham) ist ein US-amerikanischer Schauspieler, Sänger und Tänzer. Er wurde zunächst durch verschiedene Nebenrollen bekannt, beispielsweise als Jacob in The Secret Life of the American Teenager, Holden Dippledorf in Liv und Maddie sowie Seacat in den Disney Channel Original Movies Teen Beach Movie und Teen Beach 2. Hauptrollen übernahm er in den beiden Netflix-Filmen To All the Boys: P.S. I Still Love You und Work It. 2017 gewann er die 25. Staffel von Dancing with the Stars.
Musikalisch trat Fisher neben den Veröffentlichungen einer EP und mehrerer Singles in zwei Fernseh-Produktionen von Grease sowie Rent in Erscheinung. Er trat zweimal in Hauptrollen am Broadway auf, von 2016 bis 2017 in Hamilton und 2020 in Dear Evan Hansen. Nebenbei streamt er regelmäßig auf Twitch.

## Leben
Jordan Fisher wurde 1994 in Birmingham im US-Bundesstaat Alabama geboren, wuchs allerdings in Trussville auf. Nach seiner Geburt wurde er von seinen Großeltern mütterlicherseits adoptiert, da seine Mutter, die ihn im Alter von 16 Jahren zur Welt gebracht hatte, aufgrund ihrer Drogenabhängigkeit nicht in der Lage war, sich um ihn zu kümmern. Seine beiden jüngeren Geschwister wuchsen ebenfalls zusammen mit ihm bei den Großeltern auf, wo Fisher in seiner Kindheit Hausunterricht erhielt. Er hat nigerianische, kambodschanische, britische, tahitianische, italienische, griechische und skandinavische Wurzeln.
Fisher zeigte ab der fünften Klasse erstmals Interesse an Musiktheater, nachdem er für das Stück School House Rock, Jr. seiner Middle School in einer Rolle besetzt wurde. Auf Anraten seines Schauspiellehrers wurde Fisher Mitglied im Jugendprogramm des städtischen Theaters Red Mountain Theatre Company. Dort entdeckte ihn ein Agent, durch den er einen Vertrag bei der The Walt Disney Company erhielt. Fisher blieb bis zu seinem High-School-Abschluss an der Harvest Christian Academy im Theater, aus diesem Grund gab er auch seine Tätigkeit als Turner auf, mit der er im Alter von zwei Jahren begonnen hatte. 2011 zog Fisher mit seiner Familie nach Los Angeles, wo er sein Fernstudium an der Jacksonville State University aufnahm. Als Musiker beherrscht Fisher die Instrumente Klavier, Gitarre, Bass, Mundharmonika, Horn und Schlagzeug.
Fisher ist seit November 2020 mit seiner langjährigen Freundin Ellie Woods verheiratet. 2022 wurden sie Eltern eines Sohns.

## Karriere

### Fernseh- und Filmauftritte
2012 spielte Fisher in der Jugendserie The Secret Life of the American Teenager als Jacob, Halbbruder der Hauptfigur Grace Bowman (Megan Park), seine erste größere Rolle. 2013 verkörperte er im Disney Channel Original Movie Teen Beach Movie Seacat, Anführer einer Surfer-Clique, diese Rolle nahm er zwei Jahre später in der Fortsetzung Teen Beach 2 wieder auf. Ebenfalls 2015 stellte er in der Disney-Produktion Liv und Maddie erstmals die wiederkehrende Nebenfigur Holden Dippledorf, den Schwarm der Hauptfigur Liv (Dove Cameron), dar. Nach weiteren Gastauftritten in Die Thundermans und Teen Wolf spielte Fisher Anfang 2016 in Grease: Live, einer für Fox live aufgezeichneten Fernseh-Neuverfilmung von Grease, den naiven, aufstrebenden Künstler Doody. Seine Darbietung des Lieds Those Magic Changes wurde dabei sowohl von Kritikern als auch von Zuschauern positiv bewertet und als einer der Höhepunkte des Films bezeichnet.
Von September bis November 2017 war Fisher Teilnehmer der 25. Staffel von Dancing with the Stars. Er und seine Tanzpartnerin Lindsay Arnold erhielten im Schnitt 27,9 von 30 möglichen Jury-Punkten, im Finale belegten sie nach einer Samba zu Mi gente sowie einem Paso-Doble-Salsa-Mix zu Kill the Lights den ersten Platz vor Lindsey Stirling und Frankie Muniz. 2018 wurde Fisher als Moderator für Dancing with the Stars: Juniors verpflichtet, einem Ableger der Originalsendung, an der prominente Kinder und Jugendliche teilnahmen. Die Sendung wurde nach einer Staffel wieder eingestellt.
Von 2018 bis 2020 sprach Jordan in der Zeichentrick-Serie She-Ra und die Rebellen-Prinzessinnen den vorlauten Seefahrer Sea Hawk, der eine Vorliebe für Shanties hat, dazu neigt, seine Schiffe in Brand zu setzen und die Prinzessinnen-Rebellion im Kampf gegen die Horde unterstützt, weil er immer noch Gefühle für seine Ex-Freundin, die Meer-Prinzessin Mermista, hegt.
2019 war Fisher erneut in einem live gedrehten Musical-Fernsehfilm auf Fox zu sehen: In Rent: Live verkörperte er Mark Cohen, einen unabhängigen Filmemacher und besten Freund seines Mitbewohners, der HIV-positiven Hauptfigur Roger.
2020 gab Fisher sein Spielfilmdebüt als John Ambrose, Verehrer der Protagonistin Lara Jean (Lana Condor), in der Netflix-Eigenproduktion To All the Boys: P.S. I Still Love You, der Fortsetzung von To All the Boys I’ve Loved Before. Fisher war im selben Jahr im ebenfalls von Netflix produzierten Film Work It als Choreograf und ehemaliger Profi-Tänzer Jake Taylor zu sehen.

### Sänger
2014 veröffentlichte Fisher die drei Pop-Soul-Lieder By Your Side, Never Dance Alone und What I Go bei Radio Disney. 2015 unterschrieb er einen Vertrag bei Hollywood Records, im selben Jahr war er als Teil der Gruppe Disney Channel Circle of Stars, der ehemalige Darsteller aus Disney-Produktionen angehören, bei einem Cover des Lieds Do You Want to Build a Snowman? aus Die Eiskönigin – Völlig unverfroren zu hören.
In Liv und Maddie sang Fisher zusammen mit Dove Cameron das Duett True Love, später trug er es auch als Solo-Ballade vor, beide Versionen erschienen 2015 auf dem Soundtrack zur Serie. Im selben Jahr erhielt er zusammen mit den Darstellern Chrissie Fit, Ross Lynch, Maia Mitchell, Garrett Clayton, Grace Phipps und John DeLuca für das Lied Gotta Be Me aus Teen Beach 2 bei den Teen Choice Awards 2015 eine Nominierung in der Kategorie Choice Music: TV or Movie Song.
Am 13. März 2016 sang Fisher vor einem Good-Sam-500-Rennen auf dem ISM Raceway in Avondale die Nationalhymne der Vereinigten Staaten. Seine erste Single All About Us erschien am 15. April, das dazugehörige Musikvideo wurde am 11. Mai auf der Webseite des Magazins Vibe veröffentlicht. In der Woche vom 13. bis zum 20. Juni war All About Us das Lied, das landesweit am zweithäufigsten in die festen Programme von Popmusik-Radiosendern neu aufgenommen wurde. Im Juli trug er All About Us in der Frühstücksfernsehen-Sendung Today von NBC live vor. Es war zudem das erste Lied auf Fishers am 19. August veröffentlichter EP, die als Titel seinen Namen trug. Die Singles All About Us und Lookin’ Like That erreichten in den Billboard Mainstream Top 40 den 26. beziehungsweise 39. Platz. Im September fungierte er auf dem Apple Music Festival als Vorgruppe für Alicia Keys. Weiterhin sang er gemeinsam mit Lin-Manuel Miranda im Abspann des Disney-Films Vaiana das Lied You’re Welcome. Für dieses Cover erhielt er in den USA eine Goldene Schallplatte.
2017 produzierte Fisher für den Soundtrack der ABC-Miniserie When We Rise über die Geschichte der US-amerikanischen LGBT-Bewegung ein Cover des Lieds I’d Love to Change the World von Ten Years After, im selben Jahr trat er in mehreren Bundesstaaten auf Konzerten zugunsten des Kinderhilfswerks WE Charity auf. Zudem veröffentlichte er weitere Lieder mit den Titeln Mess, Always Summer und Come December, 2020 folgte die Single Contact.
2020 war Fisher einer der Künstler, die bei The Disney Family Singalong auftraten. Dies war eine knapp einstündige, von Ryan Seacrest moderierte, im Zuge der COVID-19-Pandemie produzierte Spezial-Sendung ähnlich dem Format Sing mit uns. Bei dieser wurden Lieder aus Disney-Filmen von bekannten Interpreten bei sich zu Hause gesungen, die Zuschauer wurden durch eingeblendete Untertitel dazu aufgerufen, mitzusingen. Fisher trug das Lied Under the Sea aus Arielle, die Meerjungfrau vor, während andere zugeschaltete Personen dazu tanzten.

### Theater
Am 22. November 2016 gab Fisher im Stück Hamilton sein Debüt am Broadway, er übernahm Anthony Ramos’ Doppelrolle des Soldaten John Laurens sowie des Sohns der Hauptfigur Philip Hamilton. Die letzte Vorführung mit ihm als Ensemblemitglied fand am 5. März 2017 statt. Am 28. Januar 2020 kehrte Fisher an den Broadway zurück, wo er erstmals die Titelrolle in Dear Evan Hansen spielte. Das Stück handelt von einem Jugendlichen, der unter einer Angststörung leidet und als Art der Therapie Briefe an sich selbst schreibt. Als ein Mitschüler sich das Leben nimmt, wird Evan aufgrund eines Missverständnisses, das mit einem dieser Briefe zu tun hat, in die Folgen des Suizids verwickelt. Ab Februar 2023 verkörperte Fisher die Hauptrolle Anthony Hope, einen Freund des Protagonisten, in einer Neuauflage des Broadway-Musicals Sweeney Todd.

### Videospiele
2015 verkörperte Fisher per Motion Capture die Figur Matt im Videospiel Until Dawn, in dem es um acht Jugendliche geht, die in einer verschneiten Berghütte um ihr Leben fürchten müssen. Er verlieh der Rolle auch seine Stimme. 2018 erstellte Fisher auf Anraten des Streamers Ninja einen eigenen Twitch-Account, der mehr als 400.000 Follower zählt. Auf diesem spielt Fisher häufig Valorant und Fortnite.

## Filmografie (Auswahl)

### Filme
- 2013: Teen Beach Movie (Fernsehfilm)
- 2015: Teen Beach 2 (Fernsehfilm)
- 2015: Stay (Fernsehfilm)
- 2016: Grease: Live (Fernsehfilm)
- 2019: Rent: Live (Fernsehfilm)
- 2020: To All the Boys: P.S. I Still Love You
- 2020: Work It
- 2022: Der erste Blick, der letzte Kuss und alles dazwischen (Hello, Goodbye and Everything in Between)

### Serien
- 2009: The Hustler (Fernsehserie, Folge 1x02)
- 2009: ICarly (Fernsehserie, Folge 3x03)
- 2009: Disney XD’s Skyrunners Testimonials (Fernsehserie, Folge 2x14)
- 2012: The Secret Life of the American Teenager (Fernsehserie, neun Folgen)
- 2014: Die Thundermans (The Thundermans, Fernsehserie, Folge 2x02)
- 2015–2016: Teen Wolf (Fernsehserie, zwei Folgen)
- 2016: Bones – Die Knochenjägerin (Bones, Fernsehserie, Folge 11x16)
- 2015–2017: Liv und Maddie (Liv and Maddie, Fernsehserie, zwölf Folgen)
- 2017: Dancing with the Stars (Fernsehsendung, Gewinner Staffel 25)
- 2018: Dancing with the Stars: Juniors (Moderator)
- 2020: Royalties (Fernsehserie, Folge 1x06)
- 2021: High School Musical: Das Musical: Die Serie (High School Musical: The Musical: The Series, Fernsehserie, Folge 2x11)
- 2021–2022: The Flash (Fernsehserie, sechs Folgen)

## Synchronrollen

### Filme
- 2022: Rot (Turning Red, Computeranimationsfilm) … als Robaire (4*Town)

### Serien
- 2018–2020: She-Ra und die Rebellen-Prinzessinnen (She-Ra and the Princesses of Power, Zeichentrickserie, zwölf Folgen) … für diverse Rollen
- 2019–2020: Archibalds große Pläne (Archibald’s Next Big Thing, Zeichentrickserie, 23 Folgen) … als Finly, Reh Nr. 2 und Blaine
- 2020: Butterbean’s Café (Animationsserie, Folge 2x09) … als Zane Grey[42]
- 2021: Das ist Pony! (It’s Pony, Zeichentrickserie, Folge 2x08) … als Barrington
- 2021: Archibald’s Next Big Thing Is Here (Zeichentrickserie, 14 Folgen) … als Finly, Max und Finly-Bot
- 2021: Robot Chicken (Stop-Motion-Serie, Folge 11x05) … als Statue von David
- 2021: Star Wars: Visionen (Star Wars: Visions, Animeserie, Folge 1x07) … als Dan G’vash
- 2021: Karmas Welt (Karma’s World, Computeranimationsserie, drei Folgen) … für diverse Rollen
- 2022: Alpha Betas (Animationsserie, Folge 1x04) … als Captain Whaler
- 2024: Bluey Book Reads (Animationsserie, eine Folge) … als unbekannt

## Auszeichnungen
| Preisverleihung | Kategorie                                                                  | Resultat  | Datum |
| --- | -------------------------------------------------------------------------- | --------- | ----- |
| Teen Choice Award für das Lied „Gotta Be Me“ aus dem Film Teen Beach Movie, zusammen mit Ross Lynch, Maia Mitchell, Garrett Clayton, Gracie Gillam und John DeLuca                  | Choice Music: Song from a Movie or TV Show                                 | Nominiert | 2015  |
| Voice Arts Award für Welcome to Smellville (Garbage Pail Kids) von R. L. Stine, zusammen mit Dascha Polanco und James Murray                                                        | Audiobook Narration – Children’s Pre-School (Infant to 12), Best Voiceover | Gewonnen  | 2020  |
| Hollywood Critics Association (HCA) Creative Arts Award für das Lied „Nobody Like U“ aus dem Film Rot, zusammen mit Josh Levi, Topher Ngo, Finneas O’Connell und Grayson Villanueva | Best Original Song                                                         | Nominiert | 2023  |